# 裏出良博
裏出 良博（うらで よしひろ）は、日本の睡眠科学の研究者。睡眠に関する研究を30年以上続けコーヒーが眠気を覚ます仕組みなどを解明した。

## 略歴
1976年大阪府立大学農学部農芸化学科卒業。1978年大阪府立大学大学院農学研究科修士課程修了。1982年京都大学大学院医学研究科博士課程、単位取得後退学。83年京都大学医学博士取得、JST-ERATO 早石生物情報伝達プロジェクト研究員。87－93年米国ロッシュ分子生物学研究所、日本チバガイギー国際科学研究所で勤務の後。93年大阪バイオサイエンス研究所分子行動生物学部門・研究副部長。98年同研究部長。2013－18年国立大学法人筑波大学・国際統合睡眠医科学研究機構 教授。2018年より東京大学医学部附属病院 眼科 特任研究員、北里大学薬学部 客員教授。

## エピソード
大阪府立大学大学院で食糧難の時代に食べることになるかもしれないとミドリムシの栄養価などを分析していたが、研究費が少なく、廃品の機械を拾ってきたり、実験器具を自分で作ったりしていた。研究に没頭できる環境がうらやましかった裏出は紹介状もなく『文部省の科学研究費を一番多くもらっている研究室を調べて来た。大学院の試験を受けさせてほしい』と全く畑違いの京都大学医学部の早石修教授の元を訪れた。京大博士課程を終えた後、米国の研究所に移り、帰国後、製薬会社にいた裏出を京大を退官して大阪バイオサイエンス研究所長になっていた早石修が1993年睡眠研究を本格化させるため、大阪バイオサイエンス研究所に呼び寄せた。裏出は自身をラクダに例え、「サラブレッドのように速く走れないけど、何も見えない砂漠の砂嵐の中を進むのに向いているんや」と述べている。睡眠誘発作用物質PGD2(プロスタグランジンD2)を合成する酵素を精製しその酵素が脳内ではなく、脳を薄く覆うくも膜にあることを明らかにした。また内因性睡眠物質および炎症物質として機能するPG(プロスタグランジン)D2の生理機能をその合成酵素の構造解析や遺伝子操作マウスの機能解析に基づき追跡した。それを基に睡眠覚醒調節の情報伝達系を明らかにしアフリカ睡眠病やリーシュマニア症、シャーガス病などの病原寄生虫が哺乳類とは異なる代謝系でPG類を産生することや造血器型PGD合成酵素の阻害剤が治療法のないデュシェンヌ型筋ジストロフィーの進行抑制薬となり得ることを示した。その後、大阪バイオサイエンス研究所分子行動生物学部門は大阪市の財政悪化に伴い補助金が削減され研究が継続できなくなり、部ごと筑波大学国際統合睡眠医科学研究機構に移籍した。